# Daviesia discolor
Daviesia discolor är en ärtväxtart som beskrevs av Leslie Pedley. Daviesia discolor ingår i släktet Daviesia, och familjen ärtväxter. Inga underarter finns listade i Catalogue of Life.